# Ньюкасл Юнайтед Джетс
«Ньюка́сл Юна́йтед Джетс» (англ. Newcastle United Jets FC) — австралийский футбольный клуб из города Ньюкасл. Основан в 2000 году, домашние матчи проводит на арене «Макдоналд Джонс Стэдиум». «Ньюкасл Юнайтед Джетс» в настоящий момент выступает в чемпионате Австралии (Эй-лиге). Является чемпионом Австралии сезона 2007/08.

## История
Клуб «Ньюкасл Юнайтед» был образован в августе 2000 года австралийско-кипрским бизнесменом Кон Константайном на базе клуба «Ньюкасл Брейкерс».

## Тренеры
- Иан Крук (2001—2004)
- Ричард Мани (2005)
- Ник Теодоракопулос (2006)
- Гэри ван Эгмонд (2007—2009)
- Бранко Чулина (2009—2011)
- Крейг Динс (3-11 октября 2011; и. о.)
- Гэри ван Эгмонд (20 октября 2011 — 20 января 2014)
- Клейтон Зейн (20 января — 5 мая 2014; и. о.)
- Фил Стаббинз (5 мая 2014 — 26 мая 2015)
- Джеймс Паско (2015; и. о.)
- Скотт Миллер (18 июня 2015 — 7 сентября 2016)
- Марк Джонс (23 сентября 2016 — 16 апреля 2017)
- Эрни Меррик (9 мая 2017 — 6 января 2020)
- Крейг Динс /  Ли Цян (6 января — 6 февраля 2020; и. о.)
- Карл Робинсон (6 февраля 2020 — 15 октября 2020)
- Крейг Динс (15 октября 2020 — 3 июня 2021)
- Артур Папас (с 28 июня 2021 — 19 июня 2023)
- Роберт Стэнтон (с 26 июня 2023 — н. в.)

## Достижения
- Чемпион Эй-лиги: 2007/08.